# GFTP

gFTP est un logiciel client FTP à interface graphique, pour les plates-formes UNIX et X11.
gFTP est développé en langage C, distribué sous licence GNU GPL. Il dispose d'interfaces textes et graphiques à l'aide de la bibliothèque GTK+.  gFTP se veut simple d'emploi mais puissant. Il est le client FTP naturel du bureau GNOME, bien qu'il n'y soit pas officiellement affilié.

## Fonctionnalités
- Support des protocoles FTP, FTPS, HTTP, HTTPS, et SSH ;
- Support des serveurs proxys FTP et HTTP ;
- Support des transferts de fichiers FXP ;
- Support des formats de listage des répertoires UNIX, EPLF, Novell, Mac OS, VMS, MVS et Windows NT (DOS) ;
- Favoris pour faciliter les connexions ultérieures aux serveurs ;
- Traduit dans plusieurs dizaines de langues.